# Till glädje
Hacia la felicidad es una película sueca dirigida por Ingmar Bergman que se estrenó el 20 de febrero de 1950.

## Reparto
- Stig Olin: Stig
- Maj-Britt Nilsson: Marta
- Victor Sjöström: Sönderby
- Birger Malmsten: Marcel
- John Ekman: Mikael Bro
- Margit Carlqvist: Nelly Bro
- Sif Ruud: Stina
- Rune Stylander: Persson
- Erland Josephson: Bertil
- Georg Skarstedt: Anker
- Berit Holmström: Lisa
- Björn Montin: Lasse
- Svea Holst
- Ernst Brunman
- Maud Hyttenberg.

- Datos: Q463907
- Multimedia: Till glädje / Q463907